# Municipio de Union (condado de Boone, Iowa)
Union Township es una subdivisión territorial del condado de Boone, Iowa, Estados Unidos. Según el censo de 2020, tiene una población de 461 habitantes.
Es una subdivisión exclusivamente geográfica, por cuanto el estado de Iowa no utiliza la herramienta de los townships como municipios.

## Geografía
La subdivisión está ubicada en las coordenadas 41°54′24″N 94°6′22″O / 41.90667, -94.10611. Según la Oficina del Censo, tiene una superficie total de 93.4 km², correspondientes en su totalidad a tierra firme.

## Demografía
Según el censo de 2020, hay 461 personas residiendo en la zona. La densidad de población es de 4.9 hab./km². El 91.32 % de los habitantes son blancos, el 0.65 % eran afroamericanos, el 0.43 % eran amerindios, el 3.04 % son de otras razas y el 4.56 % son de una mezcla de razas. Del total de la población, el 5.42 % eran hispanos o latinos de cualquier raza.